# سلاوة عنونة
سلاوة عنونة بلدية بولاية قالمة تقع على بعد حوالي 27 كلم غرب عاصمة الولاية على مستوى الطريق الوطني الرابط بين قالمة، و قسنطينة. هي من أجمل بلديات الولاية من حيث الثروة الطبيعية، والمائية والأثرية التي تحتويها بحيث تتربع على جبال فائقة الجمال، والاخضرار، كذلك بها آثار لمدينة رومانية كاملة تسمى تيبيليس و قلعة أثرية تسمى «قلعة السردوك» قريبة من وادي الشارف المحاذي لجبال ماونة.

## الموقع الجغرافي
يحد بلدية سلاوة عنونة كل من:
- شمالا:
- جنوبا:
- شرقا:
- غربا: